# 世界選手権自転車競技大会ロードレース2007
世界選手権自転車競技大会ロードレース2007は2007年9月25日から9月30日まで、ドイツ・シュトゥットガルトで開催された。

なお、2007年の世界選手権トラックレースについては、

## 全結果

### 男子エリート個人ロードレース

#### レース概略
最終周回、残りあと9.2kmの付近で成績上位5選手が抜け出す。最後は5人のスプリント勝負となり、ベッティーニが制して1992年のジャンニ・ブーニョ以来、史上5人目のエリート個人ロード連覇達成。
9月30日。267.4Km。
|          | 選手名                           | 国籍           | 時間          |
| -------- | -------------------------------- | -------------- | ------------- |
| 1        | パオロ・ベッティーニ             | イタリア       | 6時間44分43秒 |
| 2        | アレクサンドル・コロブネフ       | ロシア         | 同            |
| 3        | シュテファン・シューマッハー     | ドイツ         | 同            |
| 4        | フランク・シュレク               | ルクセンブルク | 同            |
| 5        | カデル・エヴァンス               | オーストラリア | 同            |
| 6        | ダヴィデ・レベリン               | イタリア       | +6秒          |
| 7        | サムエル・サンチェス             | スペイン       | +8秒          |
| 8        | フィリップ・ジルベール           | ベルギー       | 同            |
| 9        | ファビアン・ヴェークマン         | ドイツ         | 同            |
| 10       | マルティン・エルミガー           | スイス         | 同            |
| 11       | トーマス・デッケル               | オランダ       | 同            |
| 12       | ミハエル・ボーヘルト             | オランダ       | +14秒         |
| 13       | ビェルン・ルクマンス             | ベルギー       | +15秒         |
| 14       | オスカル・フレイレ               | スペイン       | +49秒         |
| 15       | アレクサンドル・クシュインスキー | ベラルーシ     | 同            |
| 16       | アレクサンドレ・ウソフ           | ベラルーシ     | 同            |
| 17       | ベアート・ツベルク               | スイス         | 同            |
| 18       | エリック・ツァベル               | ドイツ         | 同            |
| 19       | トル・フースホフト               | ノルウェー     | 同            |
| 20       | ラドスラフ・ロギナ               | クロアチア     | 同            |
| 途中棄権 | 新城幸也                         | 日本           |               |
| 途中棄権 | 宮澤崇史                         | 日本           |               |
| 途中棄権 | 別府史之                         | 日本           |               |

### 男子エリート個人タイムトライアル
9月27日。44.9Km。
|    | 選手名                             | 国籍               | 時間      |
| -- | ---------------------------------- | ------------------ | --------- |
| 1  | ファビアン・カンチェラーラ         | スイスの旗         | 55分41秒3 |
| 2  | ラスロ・ボドロギ                   | ハンガリーの旗     | +52秒1    |
| 3  | ステフ・クレメント                 | オランダの旗       | +57秒8    |
| 4  | ベルト・グラプシュ                 | ドイツの旗         | +1分12秒2 |
| 5  | セバスティアン・ラング             | ドイツの旗         | +1秒17分5 |
| 6  | ウラジミール・グセフ               | ロシアの旗         | +1分47秒0 |
| 7  | ホセ・イバン・グティエレス         | スペインの旗       | +1分56秒2 |
| 8  | アンドレイ・ミズロフ               | カザフスタンの旗   | +2分02秒7 |
| 9  | ヴァシリ・キリエンカ               | ベラルーシの旗     | +2分03秒5 |
| 10 | ブラッドリー・ウィギンス           | イギリスの旗       | +2分10秒8 |
| 11 | ドミニク・コルニュ                 | ベルギーの旗       | +2分11秒0 |
| 12 | デビッド・ザブリンスキー           | アメリカ合衆国の旗 | +2分13秒9 |
| 13 | ライヴィス・ベロホヴォシュチィクス | ラトビアの旗       | +2分19秒8 |
| 14 | マルコ・ピノッティ                 | イタリアの旗       | +2分20秒1 |
| 15 | グスタフ・エリック・ラーション     | スウェーデンの旗   | +2分30秒5 |
| 16 | マッティ・エルミネン               | フィンランドの旗   | +2分32秒0 |
| 17 | アンドレイ・クニトスキー           | ベラルーシの旗     | +2分38秒0 |
| 18 | デビッド・ミラー                   | イギリスの旗       | +2分40秒1 |
| 19 | ヴィンチェンツォ・ニバリ           | イタリアの旗       | +2分42秒1 |
| 20 | ジェイソン・マッカートニー         | アメリカ合衆国の旗 | +2分43秒0 |
| 48 | 別府史之                           | 日本の旗           | +5分10秒0 |

### 男子23歳以下（U23）個人ロードレース
9月29日。171.9km。
|          | 選手名                         | 国籍               | 時間          |
| -------- | ------------------------------ | ------------------ | ------------- |
| 1        | ペーター・ヴェリトス           | スロベニアの旗     | 4時間21分22秒 |
| 2        | ウェスレイ・サルズバーガー     | オーストラリアの旗 | 同            |
| 3        | ジョナサン・ベリス             | イギリスの旗       | 同            |
| 4        | トム・レーゼル                 | オランダの旗       | 同            |
| 5        | ダニーロ・ヴィス               | スイスの旗         | 同            |
| 6        | ヨナス・アーン・イェルゲンセン | デンマークの旗     | 同            |
| 7        | ドミニク・クレーメ             | ドイツの旗         | 同            |
| 8        | フロリアン・ヴァション         | フランスの旗       | 同            |
| 9        | ヴィタリー・ブッツ             | ウクライナの旗     | 同            |
| 10       | アンドレイ・ザイツ             | カザフスタンの旗   | 同            |
| 89       | 畑中勇介                       | 日本の旗           | +11分12秒     |
| 途中棄権 | 片山和正                       | 日本の旗           |               |
| 途中棄権 | 初山翔                         | 日本の旗           |               |

### 男子23歳以下（U23）タイムトライアル
9月26日。38.1km。
|    | 選手名                             | 国籍           | 時間     |
| -- | ---------------------------------- | -------------- | -------- |
| 1  | ラース・ボーム                     | オランダの旗   | 48分58秒 |
| 2  | ミハイル・イグナティエフ           | ロシアの旗     | + 9秒    |
| 3  | ジェローム・コペル                 | フランスの旗   | + 46秒   |
| 4  | ミカエル・ファルク・クリステンセン | デンマークの旗 | +1分10秒 |
| 5  | アドリアーノ・マローリ             | イタリアの旗   | +1分12秒 |
| 6  | エドヴァルド・ボアソン・ハーゲン   | ノルウェーの旗 | +1分13秒 |
| 7  | タネル・カンゲルト                 | エストニアの旗 | +1分13秒 |
| 8  | アレクサンドル・プリューシン       |                | +1分17秒 |
| 9  | ブラニスラウ・サモイラウ           | ベラルーシの旗 | +1分28秒 |
| 10 | フランシス・ド・グリー             | ベルギーの旗   | +1分30秒 |

### 女子エリート個人ロードレース
9月29日。133.7Km。
|          | 選手名                     | 国籍               | 時間          |
| -------- | -------------------------- | ------------------ | ------------- |
| 1        | マルタ・バスティアネッリ   | イタリアの旗       | 3時間46分34秒 |
| 2        | マリアンヌ・フォス         | オランダの旗       | +6秒          |
| 3        | ジョルジャ・ブロンツィーニ | イタリアの旗       | 同            |
| 4        | スヴェトラナ・ブブネコワ   | ロシアの旗         | 同            |
| 5        | ノエミ・カンテーレ         | イタリアの旗       | 同            |
| 6        | エマ・ヨハンソン           | スウェーデンの旗   | 同            |
| 7        | マリーナ・ジョナトール     | フランスの旗       | 同            |
| 8        | オエノーネ・ウッド         | オーストラリアの旗 | 同            |
| 9        | アレックス・ヴルブレスキ   | カナダの旗         | 同            |
| 10       | エマ・プーリー             | イギリスの旗       | 同            |
| 途中棄権 | 沖美穂                     | 日本の旗           |               |

### 女子エリート個人タイムトライアル
9月26日。25.1Km。
|    | 選手名                         | 国籍               | 時間      |
| -- | ------------------------------ | ------------------ | --------- |
| 1  | ハンカ・クフェルナーゲル       | ドイツの旗         | 34分48秒8 |
| 2  | クリスティン・アームストロング | アメリカ合衆国の旗 | +23秒5    |
| 3  | クリスティアーネ・ゼーダー     | オーストリアの旗   | +41秒5    |
| 4  | アンバー・ネーベン             | アメリカ合衆国の旗 | +1分02秒8 |
| 5  | クリスティーヌ・トルバーン     | アメリカ合衆国の旗 | +1分11秒1 |
| 6  | プリスカ・ドップマン           | スウェーデンの旗   | +1分21秒2 |
| 7  | ジャニー・ロンゴ               | フランスの旗       | +1分21秒8 |
| 8  | エマ・プーリー                 | イギリスの旗       | +1分32秒6 |
| 9  | カリン・テュリヒ               | スイスの旗         | +1分35秒2 |
| 10 | リー・メイファン               | 中華人民共和国の旗 | +1分37秒8 |